# Bryan Foy
Bryan Foy (Chicago, 8 december 1896 – Los Angeles, 20 april 1977) was een Amerikaanse filmregisseur en filmproducent. Hij regisseerde 41 films en produceerde 214 films tussen 1923 en 1934. 

## Gedeeltelijke filmografie
- Lights of New York (1928)
- Queen of the Night Clubs (1929)
- Stout Hearts and Willing Hands (1931)
- Road Gang (1936)
- Love Is on the Air (1937)
- Marry the Girl (1937)
- West of Shanghai (1937)
- The Invisible Menace (1938)
- Girls on Probation (1938)
- Devil's Island (1939)
- Hell's Kitchen (1939)
- On Dress Parade (1939)
- South of Suez (1940)
- The Loves of Edgar Allan Poe (1942)
- Berlin Correspondent (1942)
- The Undying Monster (1942)
- Chetniks! The Fighting Guerrillas (1943)
- Guadalcanal Diary (1943)
- The Miracle of Our Lady of Fatima (1952)
- The Mad Magician (1954)
- PT-109 (1963)

- Bibsys: 8029372
- Biblioteca Nacional de España: XX1617972
- Bibliothèque nationale de France: cb14098662q (data)
- CiNii: DA19295599
- Gemeinsame Normdatei: 1195485743
- International Standard Name Identifier: 0000 0001 1618 181X
- Library of Congress Control Number: n85138478
- Nationale Bibliotheek van Tsjechië: xx0167241
- Réseau des bibliothèques de Suisse occidentale: 02-A011080146
- Système universitaire de documentation: 108450465
- Virtual International Authority File: 34663941
- WorldCat: E39PBJgmMRqY4c8KjxgVxQ9hpP